# تراویس اوتلا
تراویس اوتلا (انگلیسی: Travis Outlaw؛ زادهٔ ۱۸ سپتامبر ۱۹۸۴) بازیکن بسکتبال اهل ایالات متحده آمریکا است.

## حرفه
از باشگاه‌هایی که در آن بازی کرده‌است می‌توان به پورتلند تریل بلیزرز، ساکرامنتو کینگز، لس آنجلس کلیپرز، و بروکلین نتس اشاره کرد.